# Chałmy (obwód homelski)
Chałmy (biał. Халмы; ros. Холмы, Chołmy) – osiedle na Białorusi, w obwodzie homelskim, w rejonie homelskim, w sielsowiecie Markawiczy.
W pobliżu znajdują się przystanki kolejowe Raduha i Dzikałauka, położone na linii Homel - Czernihów.